# Arena Pruszków

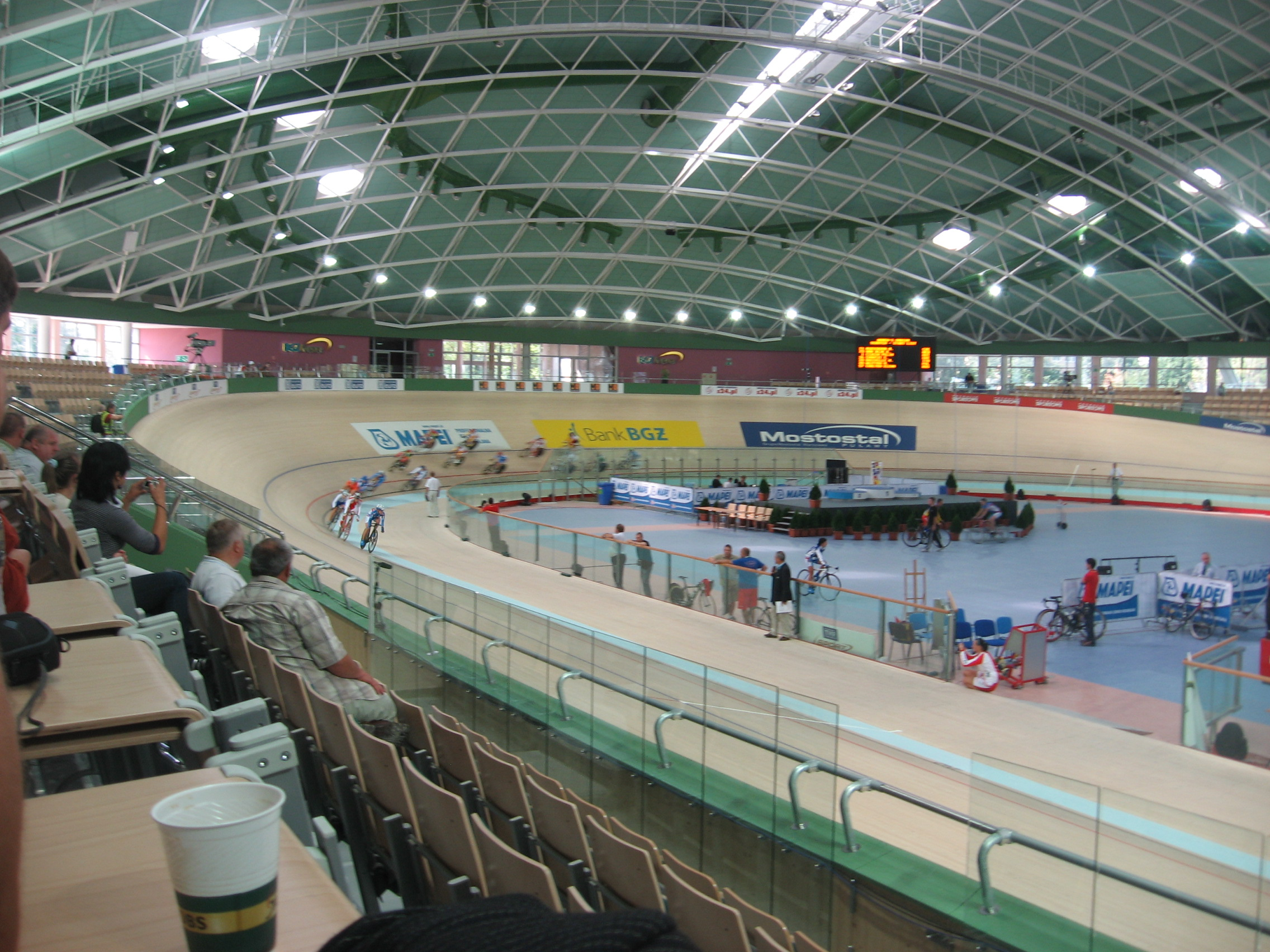
Wnętrze hali.

Arena Pruszków – pierwszy w Polsce kryty tor kolarski, zlokalizowany w Pruszkowie na Wyględówku, na obszarze 4,5 ha.
Obiekt został wybudowany w latach 2003–2008 przez Mostostal Puławy z Grupy Mostostal Warszawa i uroczyście otwarty 3 września 2008. Stanowi on bazę kadry narodowej w kolarstwie torowym oraz siedzibę Polskiego Związku Kolarskiego (PZKol).
Tor ma długość 250 metrów i jest pokryty drewnem z sosny syberyjskiej. Trybuny mieszczą 1800 widzów, z możliwością dostawienia kolejnych 1500 miejsc. Budowa toru kolarskiego to główny powód zadłużenia PZKol. Związek zalega z płatnościami względem Mostostal Puławy na kwotę ok. 10 mln zł. 
Do 2017 r. hala nosiła nazwę BGŻ BNP Paribas Arena za sprawą sponsora tytularnego – BGŻ BNP Paribas Bank Polska

## Najważniejsze wydarzenia
- 2008 Mistrzostwa Europy w Kolarstwie Torowym juniorów i U-23
- 2009 Mistrzostwa Świata w Kolarstwie Torowym
- 2010 Mistrzostwa Europy w Kolarstwie Torowym
- 2017 Puchar Świata w kolarstwie torowym (1 runda)
- 2019 Mistrzostwa Świata w Kolarstwie Torowym